# Demokratický socialismus

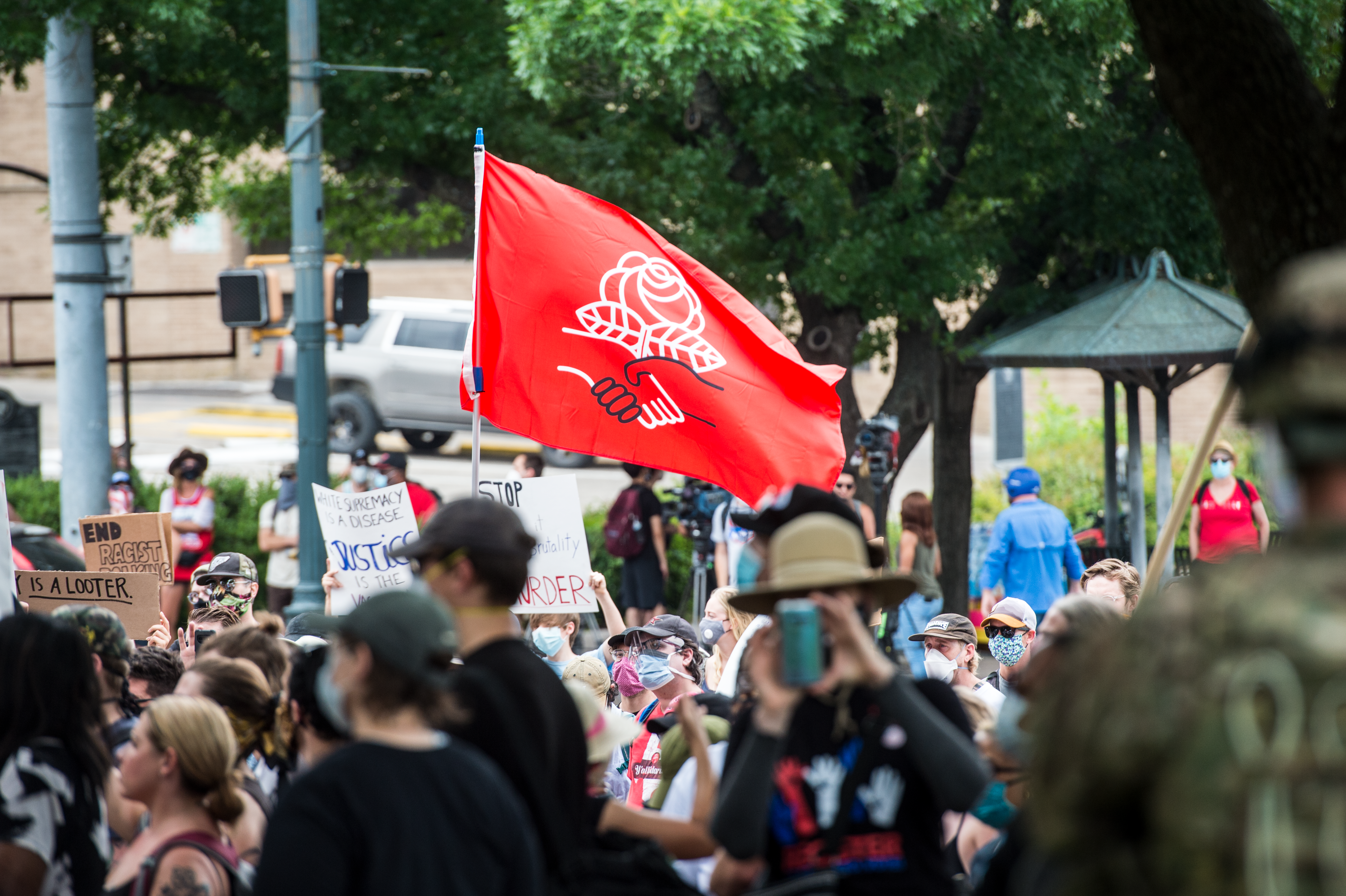
Protest Demokratických socialistů Ameriky (DSA) v Austinu

Demokratický socialismus je soubor levicových ekonomických a politických směrů, které prosazují demokratické principy v rámci politického systému i ekonomiky, v jejímž rámci by mělo fungovat kolektivní vlastnictví výrobních prostředků a samospráva pracujících. Demokratičtí socialisté věří, že kapitalismus není kompatibilní s ideály svobody, rovnosti a solidarity, kterých podle nich může být dosaženo jen v socialistickém zřízení. Přestože většina demokratických socialistů věří v postupný přechod k socialismu, demokratický socialismus sám o sobě může být jak reformní, tak revoluční. Jakožto termín byl zpopularizován především socialisty a sociálními demokraty ve 20. století, kteří se společně stavěli do opozice vůči autoritářskému socialismu v Sovětském svazu a dalších zemích východní Evropy a dnes je tento směr tím, co si většina nemarxistických socialistů představuje pod konceptem socialismu. Na rozdíl od sociální demokracie usiluje demokratický socialismus o překonání kapitalismu, nikoli o jeho pouhou reformu.

## Přehled a příklady
Kořeny demokratického socialismu sahají až do 19. století, kdy jej formovali tehdejší intelektuálové a britské hnutí Chartistů. Na přelomu 19. a 20. století byl demokratický socialismus spojován sociální demokracií. Vůdčími představiteli demokratického socialismu té doby byla britská Fabiánská společnost nebo německý filozof Eduard Bernstein, teoretik revizionismu. Termín demokratický socialismus byl poprvé oficiálně zveřejněn v prohlášení frankfurtského kongresu Socialistické internacionály Cíle a úkoly demokratického socialismu v roce 1951, ve kterém organizace odsoudila sovětskou diktaturu jako nekompatibilní s marxistickými myšlenkami.
V té době se začal postupně demokratický socialismu uplatňovat i v praxi. Za příklady z doby 19. a začátku 20. století je označována třeba Pařížská komuna, mnohé sovětské republiky fungující v období po první světové válce, raný Sovětský svaz před zrušením sovětů ze strany bolševiků nebo revoluční Katalánsko. V téže době vznikaly též izraelské kibucy, které v omezené míře fungují dodnes, však již ve značně pozměněné podobě.
Důležitým mezníkem pro rozšíření myšlenek demokratického socialismu byla Velká hospodářská krize, druhá světová válka a její konec. V západní Evropě státy znárodňovaly strategická ekonomická odvětví a zaváděly silný sociální stát, přičemž Velká Británie, Francie nebo severské státy v této době byly občas za demokraticko-socialistické označované. Mezi významné demokratické socialisty té doby patřil i například francouzský prezident François Mitterand.
Nejvýznamnějším příkladem z této doby je Chile za vlády Salvadora Allendeho. Ten byl prvním marxistou v Chile demokraticky zvoleným jako prezident a začal v zemi budovat socialismus spolu s rozšiřováním demokratických principů, byl však svržen převratem.
Na přelomu 20. a 21. století došlo k důležitým událostem, které změnily vývoj levicového spektra, jako například vznik eurokomunismu, vzestup neoliberalismu za Reagana a Thatcherové nebo pád Sovětského svazu. V devadesátých letech 20. století došlo k opuštění myšlenek demokratického socialismu v nejsilnějších levicových stranách a nahradil jej směr zvaný třetí cesta propagovaný například Tony Blairem ve Spojeném království nebo Billem Clintonem ve Spojených státech.

### Současnost
V současnosti funguje pouze lokálně pár systémů, které se dají za demokraticko-socialistické považovat. Mezi nimi je například obec Marinaleda ve Španělsku, rozsáhlá území v mexickém státě Chiapas kontrolovaná zapatisty, autonomní území Rojava na severu Sýrie nebo indický stát Kerala. Jisté prvky demokratického socialismu naplňují samosprávy pracujících na Kubě (podobné těm v bývalé Jugoslávii), místní režim však je autoritářský.
Demokratický socialismus se stává poslední dobou populárnější, zvlášť ve Spojených státech mezi mileniály a mladšími generacemi. Ze známějších osob se v Americe za demokratické socialisty považují senátor Bernie Sanders, poslankyně sněmovny reprezentantů Alexandria-Ocasio Cortez, nebo nově třeba kandidát na starostu New Yorku Zohran Mamdani. Ve Spojeném království zastává socialistické pozice Jeremy Corbyn.

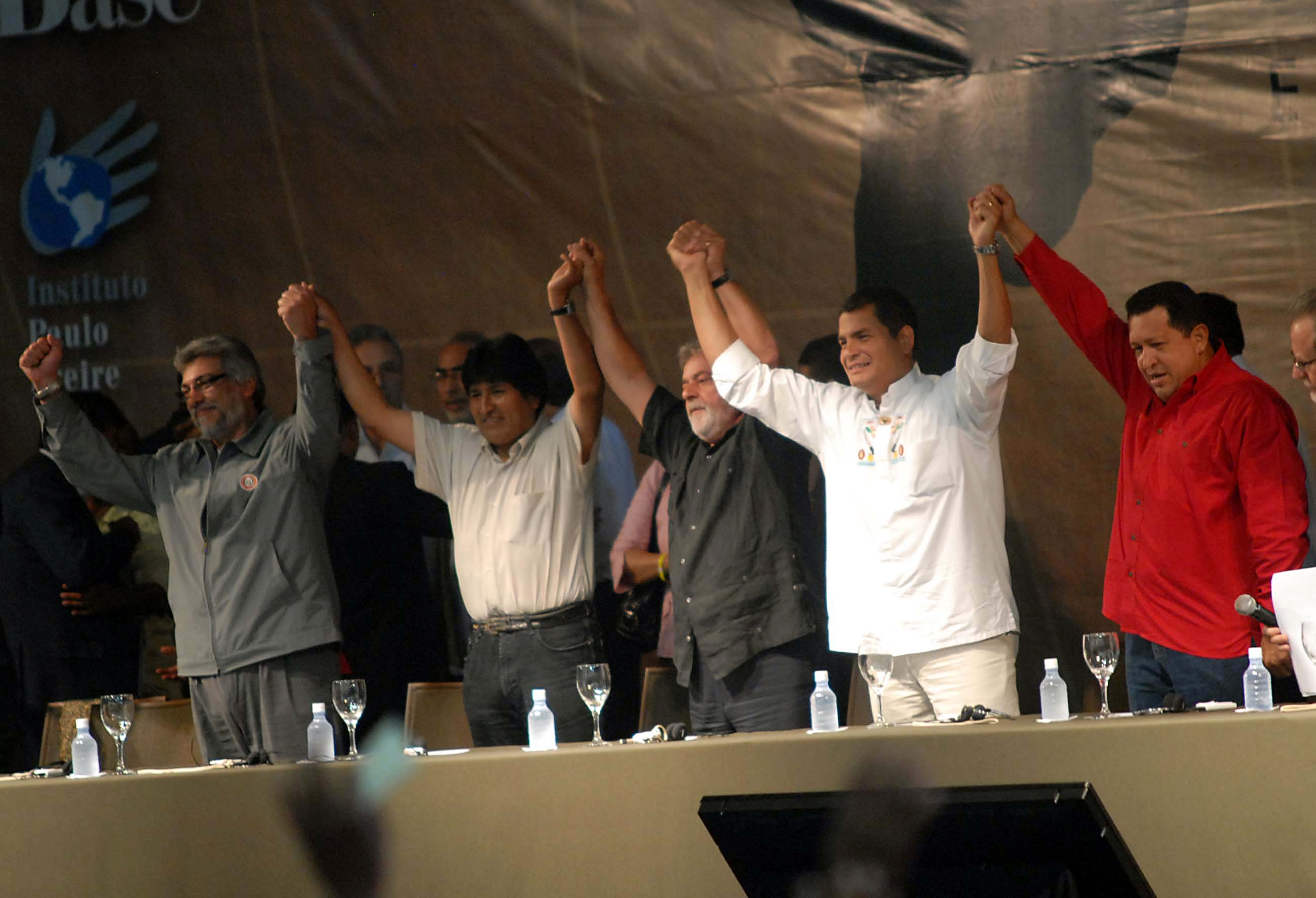
Zleva prezidenti Fernando Lugo, Evo Morales, Luiz Inácio Lula de Silva, Rafael Correa a Hugo Chávez

V Latinské Americe jsou demokraticko-socialistické strany ve velmi silné pozici. Například v Chile je prezidentem Gabriel Boric ze socialistického vládního bloku Unidad por Chile, v Bolívii vládne dlouhodobě strana Movimineto al Socialismo, jejímž významným vůdcem byl Evo Morales anebo v Brazílii je vládní stranou Partido dos Trabalhadores s prezidentem Luizem Ináciem Lula da Silvou. Na Latinskou Ameriku měl velký vliv směr Socialismus 21. století, který však přinesl jak demokratické, tak i autoritářské režimy (například Venezuela). Některé socialisticky orientované státy jižní Ameriky jsou sdružené v mezinárodní organizaci ALBA.

## Ekonomické myšlenky
Neexistuje jednotná ekonomie demokratického socialismu, ekonomické názory se liší spolu s rozdílnými ideovými směry. V současnosti mezi některé prosazované koncepty patří parecon, nerůst, základní nepodmíněný příjem a jiná posilování sociálního státu.
Oblíbené jsou ekonomické modely tržního socialismu, které kombinují volný trh a kolektivní vlastnictví výrobních prostředků nebo samosprávu pracujících. V minulosti byl tento systém zakotven v Jugoslávii, přičemž výrazného ekonomického úspěchu tehdy dosáhlo pouze Slovinsko. Za tržně socialistické ekonomiky se dnes považují i Čína, Vietnam nebo Laos, žádné z těchto zemí však nejsou demokratické a tržně-socialistická podstata ekonomiky je diskutabilní.
Za vlády Salvadora Allendeho v Chile vznikl systém, který kombinoval prvky trhu a decentralizovaného plánování. Tehdy došlo k znárodňování některých strategických odvětví, hlavně těžby mědi (Codelco), a k rozšiřování samosprávy pracujících. Vznikl projekt Cybersin, po jehož realizaci měly počítače pomáhat s ekonomickým plánováním ve státem vlastněných podnicích (algokracie), po převratu byl však projekt zrušen. Allendeho ekonomika zaznamenala v první rok jeho vlády i přes dílčí problémy skok v růstu HDP (ze 3,1 na 8,5%) a výrazné vylepšení parametrů i v jiných oblastech. V dalších letech se však ekonomika dostala do vážných problémů kvůli snaze Spojených států o destabilizaci, která vyústila v převzetí moci generálem Augustem Pinochetem a zavedení neoliberálních reforem.
V Rojavě dochází k rozšiřování družstev, zavádění dělnických rad a sociálních programů. Soukromé vlastnictví je nicméně chráněno. Místní ekonomika i díky menší míře poškození za občanské války dosahuje výrazně lepších výsledků než zbytek Sýrie a zachovává relativně vysoké mzdy.
Podobně složená jako v předchozích případech je i ekonomika indického státu Kérala. Díky politikám místní vlády se daří redukovat chudoba.